# NGC 3168
NGC 3168 је елиптична галаксија у сазвежђу Велики медвед која се налази на NGC листи објеката дубоког неба.
Деклинација објекта је + 60° 14' 6" а ректасцензија 10h 16m 23,0s. Привидна величина (магнитуда) објекта NGC 3168 износи 13,4 а фотографска магнитуда 14,4. NGC 3168 је још познат и под ознакама UGC 5536, MCG 10-15-52, CGCG 290-23, PGC 30001.